# Taylor Nunatak
Taylor Nunatak är en nunatak i Antarktis. Den ligger i Västantarktis. Nya Zeeland gör anspråk på området. Toppen på Taylor Nunatak är 1 539 meter över havet.
Terrängen runt Taylor Nunatak är varierad. Trakten är obefolkad. Det finns inga samhällen i närheten.